# پادوچرخه
در ورزش شنا پای دوچرخه به حرکتی گفته می‌شود که با کمک آن شناگر می‌تواند به صورت عمودی در آب قرار بگیرد در حالی که دست کم صورتش از آب بیرون باشد. به این ترتیب شناگر قادر خواهد بود که عمل تنفس را انجام بدهد و از فرورفتن کامل بدن خود به زیر آب جلوگیری کند، اما در هیچ جهت خاصی نیز حرکت نکند.
غریقهایی که شنا بلد نیستند؛ معمولاً در حین غرق شدن دست و پا می‌زنند؛ اما به‌خاطر اصولی نبودن حرکات و استرس ناشی از ناتوانی در تنفس، این حرکات را نمی‌توان پای دوچرخه تلقی کرد. در مقابل، شناگران از تکنیک‌هایی نظیر حرکت نیم‌دایرهای دست‌ها و حرکات منظم پاها برای شناور ماندن به صورت عمودی در آب به‌طور مؤثر استفاده می‌کنند.